# Sandmosen
|  | Denne artikel er oprettet af botten Steenthbot ud fra en ekstern database. Den kan derfor have sproglige fejl eller mangler. Denne skabelon kan fjernes efter kontrol af indholdet. |

Sandmosen er en dansk dokumentarisk optagelse fra 1947.

## Handling
Naturoptagelser fra Sandmosen ved Pandrup i Vendsyssel. Ruiner af huse med tørvetag. Pløjning med traktor med brede specialhjul. Arbejdsmænd graver tørv, grøfter, afvandingskanaler, fjerner buske m.m. Sandmosen i vintervejr. Landmålere opmarkerer en vej gennem området, gravearbejdet begynder.